# Лебедева, Ольга Сергеевна
Ольга Сергеевна Ле́бедева (1852 — 193?) — российская переводчица

 и востоковед.

## Биография
Ольга Сергеевна Барщева родилась 10 декабря 1852 года в Санкт-Петербурге в родовом доме напротив Египетского моста, в семье полковника Сергея Михайловича Борщова (1826 — 1888) и его жены Параскевы Ипполитовны урожд. графини Кутайсовой (1835 — 1900).
Первый муж: юрист Владимир Эрастович Длотовский (1838 — 1907), в браке родились дети: Вера, Нина, Владимир-старший, умер в младенчестве, и Владимир-младший. Второй муж: казанский городской голова, юрист Александр Александрович Лебедев (1843 — 1910), от этого брака родились дети: Александр, Михаил, Ольга, Александра.
Увлёкшись изучением сперва татарского, а потом других языков, перевела на русский язык известную на востоке книгу Кей-Кавуса «Кабус-Наме» (XI век).
В 1889 году приняла участие в Международном конгрессе ориенталистов в Стокгольме, откуда вместе с османским писателем и переводчиком Ахметом Мидхатом на несколько лет уехала в Османскую империю, где занималась переводом на османский язык классической русской литературы. Несмотря на трудности с цензурным разрешением, ей удалось при содействии Мидхата опубликовать под псевдонимом Гюльнар-ханым (тур. Gülnar Hanım) переводы на османский язык поэмы Лермонтова «Демон», повести Льва Толстого «Смерть Ивана Ильича», рассказов «Семейное счастье», «Ильяс», «Два старика» и «Чем люди живы», произведений Пушкина.
В 1890 году за вклад в развитие османской культуры султан Абдул-Хамид II наградил Ольгу Лебедеву орденом Милосердия второй степени.
После возвращения в Россию в 1893 году, Лебедева интенсивно переписывалась с Львом Толстым, вела работу по созданию в России Востоковедческого общества, завершившиеся учреждением такового в 1900 году (Лебедева была утверждена почётным председателем).